# Tom et Thomas
Pour plus de détails, voir Fiche technique et Distribution.
Tom et Thomas (Tom en Thomas) est un film néerlandais réalisé par Esmé Lammers, sorti en 2002.

## Synopsis
Deux frères jumeaux séparés à l'orphelinat se retrouvent.

## Fiche technique
- Titre : Tom et Thomas
- Titre original : Tom en Thomas
- Réalisation : Esmé Lammers
- Scénario : Esmé Lammers
- Musique : Paul M. van Brugge
- Photographie : Marc Felperlaan
- Montage : Bert Rijkelijkhuizen
- Production : Laurens Geels et Dick Maas
- Société de production : Cine II CV et First Floor Features
- Pays :  Pays-Bas et  Royaume-Uni
- Genre : Drame
- Durée : 110 minutes
- Dates de sortie : 
  -  Pays-Bas : 24 janvier 2002

## Distribution
- Sean Bean (VF : Guillaume Orsat) : Paul Sheppard
- Inday Ba (en) : Celia Scofield
- Aaron Taylor-Johnson (VF : Gwenaël Sommier) : Tom / Thomas
- Derek de Lint : M. Bancroft
- Sean Harris (VF : Sébastien Desjours) : Kevin
- Bill Stewart : Finch
- Geraldine James : Mlle Tromp
- Christopher Ravenscroft : Frederick Lord

 Source et légende : version française (VF) sur RS Doublage et selon le carton du doublage français sur le DVD zone 2.

## Distinctions
Le film a remporté le Prix du meilleur film international au festival international du film pour enfants de Chicago.